# Medellín (Kolumbia)
Medellín Kolumbia második legnépesebb városa. Az ország északnyugati részén terül el.

## Földrajz
Medellín Észak-Kolumbiában, Valle de Aburrában fekszik. A város 8 településből áll. Híres orchideáiról, virágairól, beceneve: Capital de las Flores (A virágok fővárosa).

## Éghajlat
Az évi középhőmérséklet 24 °C. Nyáron nem megy 30 °C fölé és télen nem megy 16 °C alá.

## Történelem
A város mai területére először 1541-ben jutott el Jeronimo Luis Tejelo spanyol felfedező, de települést csak 1616. március 2-án alapított itt Francisco de Herrera Campuzano spanyol hódító Campuzano San Lorenzo de Aburra név alatt. 1675-ben a település nevét megváltoztatták Villa de Nuestra Señora de la Candelaria de Medellín-re. 13 évvel később Antioquia megye központja lett.

## Kormányzat
A város polgármesterét négyéves időszakokra választják meg.

## Gazdaság
Medellín gazdasága jelenleg az egyik legnagyobb Kolumbiában. Sok nemzetközi vállalat központja. Főbb gazdasági termékek az acél, textíliák, élelmiszerek, valamint a vegyipari termékek, gyógyszerek és a kőolajtermékek.

## Oktatás
A városban több mint 30 egyetem működik, melyek közül a jelentősebbek: Universidad de Antioquia (1803), Universidad Nacional y Politecnico Jaime Isaza Cadavid, Universidad EAFIT magánegyetem (1966), Universidad de Medellín (1950), Universidad Pontificia Bolivariana (1936). Ezenkívül több szakiskola, valamint magániskola működik a városban.

## Közlekedés
Medellínben 1995-ben és 1996-ban egy-egy magasvasútvonal, 2004-től kezdődően pedig számos, ezekhez kapcsolódó tömegközlekedési drótkötélpályásfelvonó-vonal létesült.

### Légi közlekedés
A város légiközlekedését a José María Córdova nemzetközi repülőtér szolgálja ki, ahonnan a világ több pontjára indulnak járatok (New York, Caracas, Quito). A város másik repülőteréről, az Olaya Herrera nemzetközi repülőtérről főleg belföldi járatok indulnak.

### Szárazföldi közlekedés
A városi tömegközlekedést buszok, taxik, valamint a városi magasvasúti és kötélvontatású személyszállító vasúti rendszer, a Metro de Medellín alkotja.

## Kultúra
A városban rendezik meg évente a Virágfesztivált (Feria de Flores).
Karácsonykor rendezik meg a Fényfesztivált. A folyóra kis mécseseket tesznek ilyenkor és a fény bevilágítja a várost.

## Sport
1995 óta rendeznek a városban félmaratont. Medellínben két jelentős labdarúgócsapat működik (az Atlético Nacional és az Independiente Medellín), amelyek a szövetségi ligában játszanak.

## Testvértelepülések
- Barcelona, Spanyolország
- Bilbao, Spanyolország
- Buenos Aires, Argentína
- Fort Lauderdale, Amerikai Egyesült Államok
- Milánó, Olaszország
- Monterrey, Mexikó

### Egyetemek
- Universidad de Antioquia
- Universidad EAFIT
- Universidad de Medellín
- Universidad Nacional de Colombia

### Újságok
- El Colombiano
- El Mundo Archiválva 2008. július 11-i dátummal a Wayback Machine-ben